# Al Patrulea Reich
Al Patrulea Reich este un termen folosit pentru a descrie un viitor succesor teoretic al celui de-al Treilea Reich.

## Origini
Termenul „Al Treilea Reich” a apărut în 1923, în lucrarea  lui Arthur Moeller van den Bruck, Das Dritte Reich. Autorul a definit Sfântul Imperiu Roman (962-1806) drept „Primul Reich”, iar Imperiul German (1871-1918) „Al Doilea Reich”. „Al Treilea Reich” a fost un stat ideal care cuprindea toate popoarele germane, inclusiv Austria. În contextul modern, termenul se referă la Germania Nazistă. 
Termenul „Al Patrulea Reich” a cunoscut o varietate în utilizare. Neonaziștii au folosit termenul pentru a descrie renașterea etnică. Teoreticienii de conspirație, cum ar fi Max Spiers, Peter Levenda și Jim Marrs, au folosit termenul cu referință la perceperea  ascunsă a idealurilor naziste.

## Neonazism

Germania în 1937

În ceea ce privește neonazismul, Al Patrulea Reich este conceput ca un stat cu supremație ariană, antisemitism, Lebensraum, militarism agresiv și totalitarism. Pentru stabilirea celui de-al Patrulea Reich, neo-naziștii germani consideră că Germania ar trebui să obțină arme nucleare și să amenințe că le va folosi pentru a se re-extinde la frontierele germane anterioare din 1937.
Mai mulți neonaziști, având la bază  broșurile publicate de David Myatt la începutul anilor 1990,  au ajuns să creadă că ridicarea celui de Al patrulea Reich din Germania ar deschide calea pentru înființarea Imperiului de Vest, un Guvern Mondial al rasei ariene, care cuprinde toate țările populate de popoare predominant europene-descendente (Europa, Rusia, Anglo-America (SUA și Canada), Australia, Noua Zeelandă și Africa de Sud  (albă)). 

## Uniunea Europeană
Mass-media s-a întrebat dacă termenul de "al patrulea Reich" este aplicabil Uniunii Europene, având în vedere poziția dominantă a Germaniei în cadrul acesteia, în special ca urmare a condițiilor UE de salvare a Greciei din 2011. Jurnaliștii care aparțin de organizațiile relativ eurosceptice, cum ar fi Daily Mail au susținut că Uniunea Europeană este Al Patrulea Reich, în timp ce jurnaliștii pro-UE, cum ar fi cei de la The Guardian s-au opus acestei teze.